# Zeuglopora
Zeuglopora is een mosdiertjesgeslacht uit de familie van de Conescharellinidae en de orde Cheilostomatida. De wetenschappelijke naam ervan is in 1909 voor het eerst geldig gepubliceerd door Maplestone.

## Soorten
- Zeuglopora arctata Harmer, 1957
- Zeuglopora flabelloformis (Lu, 1991)
- Zeuglopora lanceolata Maplestone, 1909
- Zeuglopora pagoda (Lu, 1991)
- Zeuglopora trinodata (Lu, 1991)